# The Lights of New York
The Lights of New York, também conhecido como Lights of New York, é um filme mudo estadunidense de 1922, do gênero drama, dirigido por Charles Brabin, e estrelado por Clarence Nordstrom, Margaret Seddon, Frank Currier e Marc McDermott.

## Sinopse
Duas histórias distintas da vida em Nova Iorque são contadas no filme. Na primeira, Daniel (Frank Currier), anteriormente abandonado por seus pais biológicos, recebe um lar na casa de Robert Reid (Clarence Nordstrom), um penhorista da Zona Leste. Ele é um bom menino, mas tem um desvio de caráter quando se envolve com más companhias, até que um sonho o choca com uma vasta percepção do que sua vida pode se tornar caso continue seguindo os mesmos passos. Na segunda história, o rico financista de Wall Street, Charles Redding (Marc McDermott), mergulha em desespero e abandono depois de saber que sua noiva fugiu com outro homem. Muitos anos depois, em uma despedida de solteiro, os outros convidados pedem para que ele conte a história de sua vida, e então é revelado que o anfitrião da festa é na verdade filho da ex-noiva de Redding.

## Elenco
- Clarence Nordstrom como Robert Reid
- Margaret Seddon como Sra. Reid
- Frank Currier como Daniel Reid
- Marc McDermott como Charles Redding
- Florence Short como Mary Miggs
- Charles K. Gerrard como Jim Slade
- Estelle Taylor como Sra. George Burton